# Jikji
Jikji (em coreano 직지, AFI: [tɕik̚.t͈ɕi]) ou Jikjisimcheyojeol (em coreano 직지심체요절, AFI: [tɕik̚.t͈ɕi.ɕim.tɕʰe.jo.dʑʌl]), é o título abreviado de um documento budista coreano escrito pelo monge Baegun que morreu três anos antes de esta edição ter sido impressa.
A tradução de seu título completo, Baegun hwasang chorok buljo jikji simche yojeol (em coreano 백운화상초록불조직지심체요절, AFI: [pɛ.gun.ɦwa.saŋ.tɕʰo.ɾok̚.p͈ul.t͈ɕo.dʑik̚.t͈ɕi.ɕim.tɕʰe.jo.dʑʌl]) para português é "A antologia dos grandes sacerdotes budistas sobre a identificação do espírito de Buda pela prática de Seon".
O livro foi publicado no templo de Heungdeok em 1377. A coisa especial é que o livro foi impresso com uma prensa de tipos móveis, quase oito décadas antes de Johannes Gutenberg imprimir a Bíblia de 42 linhas nos anos 1452-1455. Em Setembro de 2001, a UNESCO confirmou que Jikji é o livro mais antigo impresso com tipos móveis metálicos no mundo, e incluiu-o no Programa Memória do Mundo.
O primeiro volume e a capa do segundo volume de Jikji estão perdidos, sobrevivendo hoje apenas 38 folhas do segundo volume.
Segundo o registro da UNESCO, Jikji foi incluído na coleção de Victor Emile Marie Joseph Collin de Plancy, um encarregado de negócios da França em Seul, em 1887. O livro, em seguida, foi entregue a Henri Véver, um colecionador de clássicos, num leilão do Hôtel Drouot, em 1911. E quando ele morreu em 1950, o livro foi doado à Biblioteca Nacional da França. O segundo volume de Jikji até agora é mantido na Divisão de Manuscritos Orientais da biblioteca, apesar de numerosas organizações coreanas estão tentando mudar esta situação.
O direito de propriedade de Jikji está em disputa. A Biblioteca Nacional da França insiste que Jikji deve permanecer na França, enquanto a Coreia argumenta que Jikji deve retornar à Coreia. A Biblioteca Nacional da França argumenta que Jikji é um importante artefato histórico de toda a humanidade e não pertence a nenhum país específico. Além disso, eles afirmam que o livro seria melhor preservado na França. Por outro lado, a Coreia afirma que Jikji tem um significado histórico para o povo coreano, devendo ser devolvido ao seu país de origem.